# Khuang Aphaiwong
Khuang Aphaiwong (thaï : ควง อภัยวงศ์), né le 17 mai 1902 à Battambang (Cambodge, anciennement au Siam), et mort le 15 mars 1968 à Phra Nakhon, est un fonctionnaire et homme d'État thaïlandais. Fondateur du Parti démocrate, dont il est le premier chef, il est Premier ministre à trois reprises : de 1944 à 1945, en 1946, et de 1947 à 1948.
Il a aussi de nombreuses fois occupé des fonctions ministérielles, parfois au sein de ses propres gouvernements.
Il est aussi membre de la Chambre des représentants entre 1933 et 1951, puis de 1957 à 1958.